# Jürg Grünenfelder
Jürg Grünenfelder (* 8. Januar 1974 in Elm, Kanton Glarus, Schweiz) ist ein ehemaliger Schweizer Skirennfahrer. Sein jüngerer Bruder Tobias und seine jüngere Schwester Corina waren ebenfalls als Skirennfahrer aktiv.

## Biografie
Grünenfelder bestritt im Dezember 1996 sein erstes Rennen im Weltcup. Sein bestes Resultat erreichte er im Dezember 2004, als er im Abfahrtsrennen von Gröden hinter dem Deutschen Max Rauffer Zweiter wurde.
Der grösste Erfolg seiner Karriere gelang Grünenfelder bei den Olympischen Winterspielen 1998 in Nagano. Im Abfahrtsrennen wurde er mit nur einer Hundertstelsekunde Rückstand auf den Bronzemedaillengewinner Hannes Trinkl Vierter.
Am 13. März 2007 gab Jürg Grünenfelder aus gesundheitlichen Gründen im Alter von 33 Jahren seinen Rücktritt aus der aktiven Sportkarriere bekannt. Er konnte sich nie richtig von seinem Sturz im Super-G in Gröden am 15. Dezember 2006 erholen.